# ジョン・メージャー
ジョン・メージャー（英: John Major、1943年3月29日 - ）は、イギリスの政治家。

## 概要
保守党に所属し、マーガレット・サッチャー内閣で財務大臣や外務・英連邦大臣を務めた後、1990年のサッチャーの辞任に伴い、イギリスの首相（在職1990年11月28日 - 1997年5月2日）に就任した。1992年の総選挙に辛勝して長期政権の基盤を築き、6年半に渡って首相を務めた。
アメリカ合衆国との協調を維持しつつヨーロッパとの関係改善に努め、マーストリヒト条約の締結と欧州連合（EU）発足に大きな功績を果たした。
しかし中間色の政策が多かったため、「理念無き政治家」との批判が高まり、また相次ぐ政治家のスキャンダルなどで徐々に人気が低迷し、1997年イギリス総選挙でトニー・ブレア率いる労働党に大敗を喫して退陣に追い込まれた。

## 経歴

### 生い立ち
1943年3月29日にイングランドのサリー州・カーショールトン・聖ヘラー病院で誕生した。父は俳優・庭園装飾物職人エイブラハム・トマス・ベル、母はグウェンドリン・ミニー（旧姓コーツ）である。
ランベス・ロンドン特別区ブリクストンで育つ。グラマー・スクールのラトリッシュ・スクールに入学したが、16歳で学校を中退し大学には進学していない。

### ビジネス経歴
電力会社及び保険会社での勤務を経て、1965年にスタンダード・チャータード銀行に入社すると外国為替部門で頭角を現し、営業部長や会長秘書に昇進した。

### 政界に進出
若い頃から保守党青年活動に参加しており、21歳の時にはランベス・ロンドン特別区議会選挙で当選を果たした。同議会において彼は住宅供給委員会の議長を務めた。
2度の落選を経て、1979年にハンティンドンシャー選挙区から保守党候補として立候補し、庶民院議員に初当選した。1983年に同選挙が廃止されると新設されたハンティンドン選挙区から選出されるようになった。

### サッチャー内閣の閣僚として
1985年に行われたマーガレット・サッチャー内閣の改造の際、保健社会保障省関連の役職に就いた。ついで1987年に財務首席政務次官として初入閣。閣内では予算削減継続の管理能力を高く評価された。
1989年7月、サッチャーと対立して解任されたジェフリー・ハウに代わり、外務・英連邦大臣に就任した。
ところが外務・英連邦大臣の就任から3カ月後の同年10月にナイジェル・ローソン財務大臣がサッチャーの経済問題アドバイザーであるアラン・ウォルターズと対立して辞職したため、代わって財務大臣に転任することになった。サッチャーはメージャーを財務大臣に任命するに当たって「ナイジェルほど経済に精通していないが、少なくとも過去の政策の失敗に囚われて身動きできなくなるようなことはない。彼は、政策の失敗から引き起こされた結果にはるかに容易に対応できる」と彼のことを評価している。
メージャーが財務大臣になった頃の景気は極めて悪く、経常収支が大幅赤字でインフレが急速に進行し、金利が上昇していた。メージャーはサッチャーに欧州為替相場メカニズム（ERM）加盟を進言し、消極的だった彼女を説得して実現にこぎつけた。

### 首相として

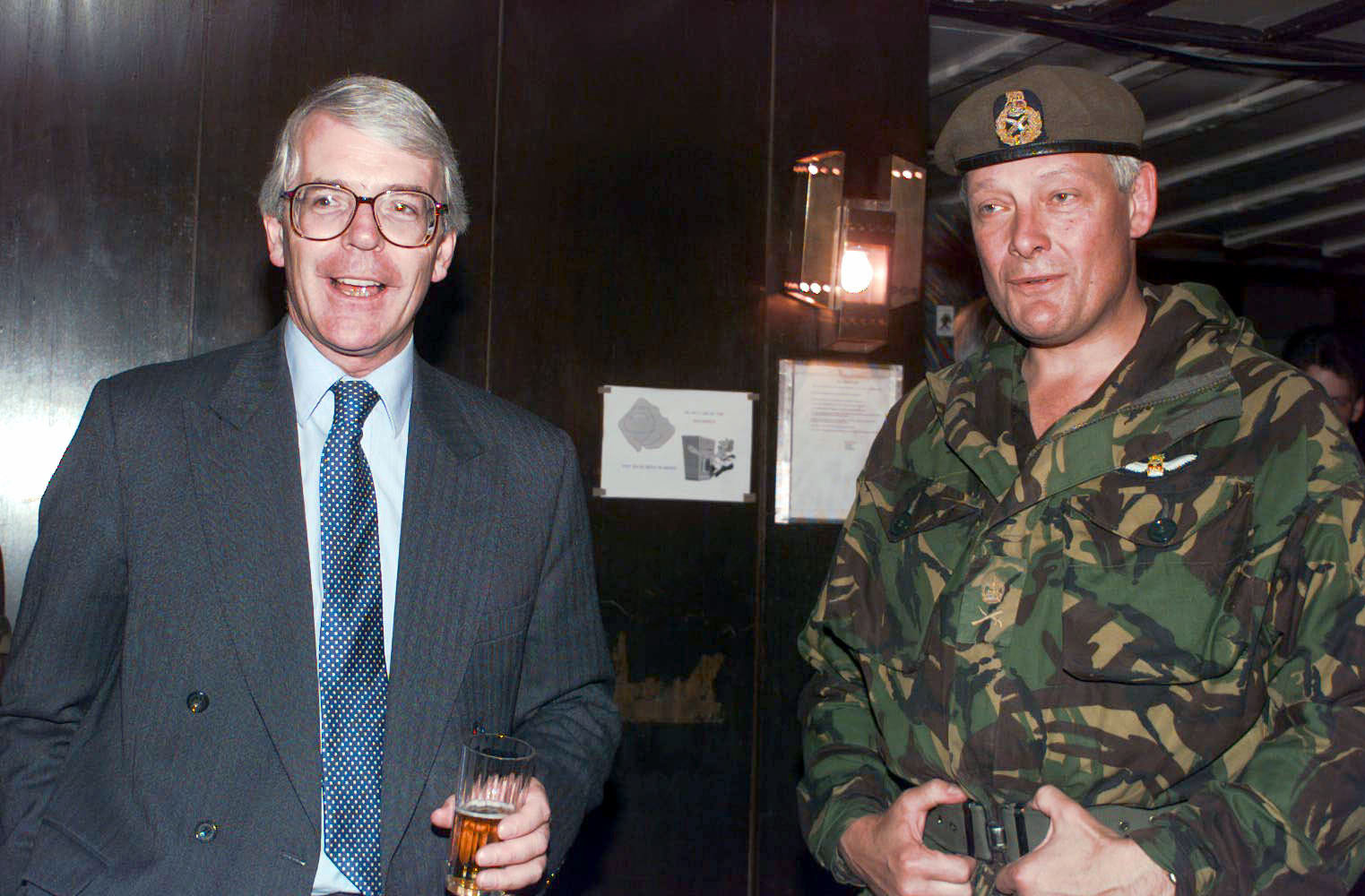
ボスニアのサラエボを訪問したメージャー首相。和平履行部隊として派遣された連合緊急対応軍団司令官マイケル・ウォーカー中将と共に。（1996年5月24日）

1990年秋に行われた保守党党首選挙において、サッチャーは204票を得たが当選には4票足りず、再び投票が行われることになった。党内の支持を広げられそうにないと判断したサッチャーは、第2回選挙への立候補を断念した。これを受けてメージャーは党首選への出馬を表明。第2回選挙にはメージャーの他、第1回選挙でサッチャーと対立したマイケル・ヘーゼルタイン元国防相、ダグラス・ハード外務・英連邦大臣が出馬したが、それぞれ185票・131票・56票という結果になった。メージャーも当選票には達していなかったが、ヘーゼルタインとハードがメージャーを支持して撤退したため、メージャーが保守党党首・首相に就任することが確定した。
1992年4月の庶民院選挙に事前の予想を覆す形で辛勝したことで長期政権の基盤を築き、1997年5月の総選挙で労働党に敗れるまで政権を担当することになった。

#### 外交
イギリスの外交観は親米か親欧かという2つの路線があるが、メージャーの前任の首相・サッチャーは前者であり、アメリカのレーガン大統領と親密な関係を築きつつ、欧州共同体（EC）に対しては強硬姿勢で臨んだ。それに対して、メージャーは首相就任直後の演説で「欧州共同体(EC)の中のイギリスについての私の目的は、簡単に述べることができる。私は我が国が本来の位置に就くことを望んでいる。それはヨーロッパの中心部である。そこでパートナーたちとともに未来を築き上げていくのだ」と述べ、親欧路線への転換を示唆した。
一方、メージャーはアメリカ合衆国との関係を外交上の最優先事項とするイギリス外交の基本方針は維持すべきと考えており、「（アメリカかヨーロッパか）何故選ぶ必要があるのか。わが国の国益はアメリカ・ヨーロッパという2つの大きなブロックにほぼ均等に分かたれている中で何故こうした選択をわざわざしなければならないのか。私に言わせればそれは狂気の沙汰である」と論じて極端な二者択一を迫る者を批判した。

##### 対ヨーロッパ外交
メージャーはサッチャーよりはヨーロッパ寄りだが、それでもイギリスがヨーロッパに吸収されて消滅する恐れがある動きには抵抗した。
1991年12月にオランダのマーストリヒトでEC理事会が開かれ、マーストリヒト条約が締結された。メージャーも基本的にその内容に賛成したものの、通貨条項（通貨の統一）と社会条項（社会政策の共通化）についてイギリスを対象外（Opt-out）とすることを明記するよう要求し、交渉の末にそれを条文に盛り込むことに成功した。またECの連邦化に繋がる表現を入れないことにも成功した。
マーストリヒト条約批准をめぐっては国内でも意見が分かれていたが（特に与党保守党内）、1992年5月の庶民院第2読会は、労働党棄権、自由党賛成で可決された。ところがこの直後にデンマーク議会においてマーストリヒト条約批准が否決され、また1992年9月に「ブラック・ウェンズデイ」事件があったことで条約反対派が勢いを増し、その結果、デンマークでの国民投票の結果が出るまでイギリスも条約批准を延期することを余儀なくされた。しかし最終的には1993年5月18日のデンマーク国民投票でデンマークのマーストリヒト条約批准が決まったので、メージャーにとってもそれが追い風となり、同年5月30日に46人の保守党議員の造反に合いながらも何とかマーストリヒト条約の庶民院第三読会通過を達成することができた。
マーストリヒト条約は1993年11月に発効され、これに基づいてECは欧州連合（EU）に改組された。
しかしこの後も保守党内では欧州統合派と反対派の争いがくすぶり続けた。メージャーは通貨統合に参加しないことを求める党内反対派の動きを牽制しながらも、1995年のマドリードでのEU首脳会議では通貨統合を急ぐべきではないとの見解を示した。

##### 対アメリカ外交

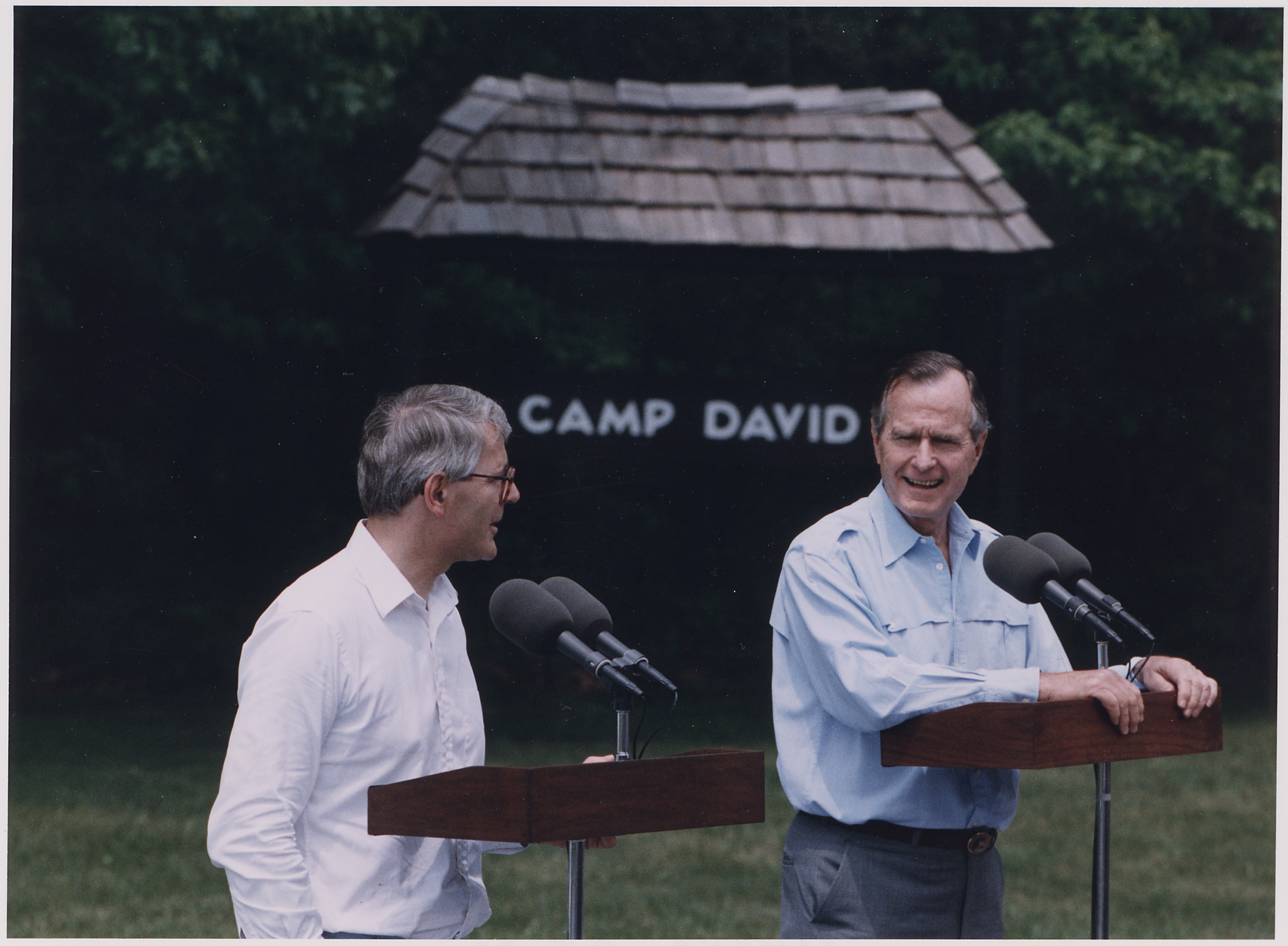
アメリカのキャンプ・デービッドで記者会見するイギリスのメージャー首相（左）とアメリカのジョージ・H・W・ブッシュ大統領（右）。（1992年6月7日）

アメリカとの関係では、サッチャー政権から引き続いて湾岸戦争に協力した。湾岸戦争の戦友である共和党のジョージ・H・W・ブッシュ大統領とは親密な関係を保ったが、1992年アメリカ合衆国大統領選挙の際にメージャーが公然とブッシュを支持したことがきっかけとなり、1993年1月に民主党のビル・クリントンが大統領に就任すると英米間の齟齬が増えた。
ボスニア紛争をめぐってはクリントンが明確な反セルビアの立場を取ったのに対して、メージャーは対アメリカ協力を基本としながらも反セルビアの立場を明確にしようとしなかった。またキューバに投資している会社に法的措置を求めるクリントンに対して、メージャーは協力しようとしなかった。北アイルランド問題をめぐっては、アイルランド人移民が多いアメリカは親アイルランド的態度をとってイギリスを苛立たせた。
このような対立を内在しつつも、前述の通りアメリカとの関係が重要事項であるというイギリス外交の基本方針は維持した。1993年と1996年にクリントン政権が行ったイラク空爆についても、ほとんどの国が批判的に見ていた中、メージャーは明確にアメリカ支持を表明した。

#### 内政
サッチャーの構造改革を引き継ぎ、公共施設の建設や運営を民間に委ねる政策を打ち出した。この政策に基づき1992年にプライベート・ファイナンス・イニシアティブ（PFI）と呼ばれる政策手法を実施した。現在ではこの政策方法は英国のみには留まらず、米国や日本といった世界の国々で構造改革の手法として実施されている。
他方サッチャー政権末期に制定されたが、「人頭税」との批判が高まっていたコミュニティ・チャージは就任早々に廃止した。

#### 退陣
メージャーは内政においても外交においても、あまりはっきりとした立場を取らない政治家であり、野党や与党内の反対派から「理念無き政治家」と看做されて人気を落としていった。
また1993年から1994年に相次いだ保守党内の金銭・性的スキャンダルで政権への信頼が失墜した。さらに1996年に一時停戦状態だったアイルランド共和軍（IRA）が反イギリステロを再開したことや、「狂牛病」問題が発生したことも政権支持率を一層低迷させた。
一方、最大野党・労働党は1994年7月に41歳のトニー・ブレアを党首に立てた。ブレアは党内の労働組合優位体質を改革して一党員一票制度を確立し、党規約も改正して国有化方針を破棄した。こうした労働党に新風を吹き込む改革で人気を高めていった。
その結果、1997年5月の総選挙で労働党は結党以来最多となる418議席を獲得して歴史的な圧勝を果たした。保守党は165議席しか取れず、この数字は保守党の長い歴史の中でもアーサー・バルフォア党首時代の1906年に次ぐ惨敗であった。これを受けてメージャー内閣はただちに総辞職した。18年に及んだ保守党政権は終わりを告げ、代わってブレア労働党政権が発足することとなった。

### その後

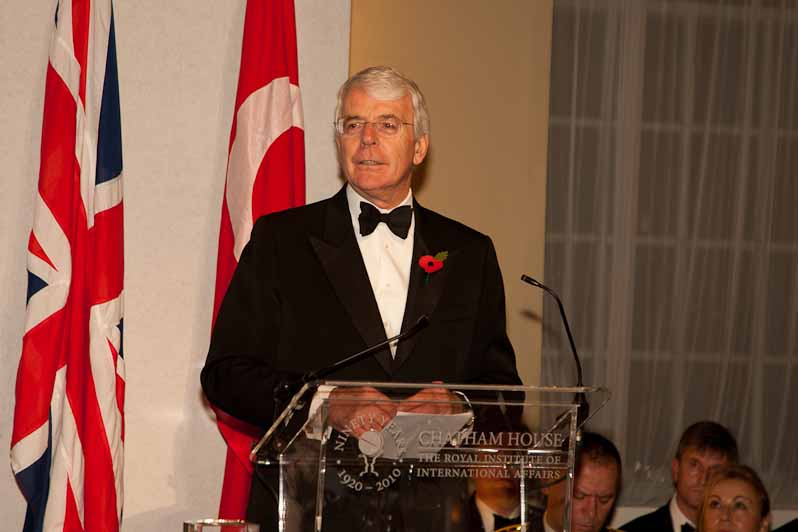
王立国際問題研究所で演説するサー・ジョン・メージャー。（2010年11月9日）

メージャーは総選挙惨敗後、保守党党首をウィリアム・ヘイグに譲ったが、庶民院議員には2001年の総選挙で引退するまでとどまった。2002年には首相時代に同僚議員エドウィナ・カリーと4年間に渡って不倫関係にあったことが判明。真面目で清廉潔白なイメージがあっただけに、このような話が退陣後に暴露されたことはメディアや国民を騒がせた。
2005年4月23日に女王のエリザベス2世よりガーター騎士団ナイト（KG）に叙せられ、「サー」の称号を得た。これは閣僚からの助言によるものではなく、女王の好意によりメージャーに贈られたものであった。これについてメージャーは「私はとても興奮し、嬉しく、光栄に思いました」と述べている。
その一方で、一代貴族については受けるつもりが無いことを明言している。
EU離脱をめぐる議論においてはEU残留派であり、EU離脱の是非を問う国民投票の再実施を主張している。2018年12月にはEU離脱手続きの即時停止を訴えるとともに、EU離脱はイギリスの国際的な影響力の低下につながると主張した。

## 逸話
- メージャーが党首選挙に出た際には、彼が当選するとはマスコミは考えず報道もほとんど行われなかった。ところが、ブックメーカーにおける党首選挙の勝者予想において彼が有力候補者とほぼ横並びの第3位の賭け率設定が行われ、世間を驚かせた。メージャーの当選後、ある人がブックメーカーの担当者になぜ、誰も注目していなかった彼に注目したのか尋ねた。すると、担当者は「金が懸っていれば、他人より真剣に考えるものさ」と答えたと言う[37]。

## 栄典
- 1987年 - 枢密顧問官（PC）[1]

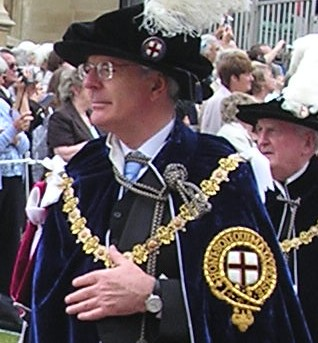
2006年6月19日、ガーター・セレモニーで聖ジョージ礼拝堂まで行進するガーター騎士団員サー・ジョン・メージャー。

- 1999年 - コンパニオン・オブ・オナー勲章コンパニオン（CH）[1][38]
- 2005年4月23日 - ガーター勲章勲爵士（KG）[39]
- 2012年（平成24年）5月8日 - 旭日大綬章（日本勲章）[40]